# Laroque-Timbaut
Laroque-Timbaut – miejscowość i gmina we Francji, w regionie Nowa Akwitania, w departamencie Lot i Garonna.
Według danych na rok 1990 gminę zamieszkiwało 1257 osób, a gęstość zaludnienia wynosiła 58 osób/km² (wśród 2290 gmin Akwitanii Laroque-Timbaut plasuje się na 345. miejscu pod względem liczby ludności, natomiast pod względem powierzchni na miejscu 473.).